# Канова (Комо)
Канова је насеље у Италији у округу Комо, региону Ломбардија.
Према процени из 2011. у насељу је живело 16 становника. Насеље се налази на надморској висини од 523 м.